# Китайско-малавийские отношения
Китайско-малавийские отношения — двусторонние дипломатические отношения между Республикой Малави и Китайской Народной Республикой.

## История отношений
Малави и Китай начали свои дипломатические отношения в декабре 2007 году, до этого Малави имело дипломатические отношения с Тайванем, что-бы начать сотрудничать с КНР, правительству Малави пришлось разорвать отношение с Тайванем и признать «Политику одного Китая».
После смерти президента Малави Бингу ва Мутарики в 2012 году. Посол Китая в Малави Пан Хеджун заявил: «Отношения между Малави и Китаем всегда были на высоком уровне, и мы очень поддерживаем реформы, которые проводит новый президент Джойс Банда, и я хочу заверить её и всех малавийцев в нашей постоянной финансовой поддержке во всех секторах экономики».

## Экономическое сотрудничество

### Торговля
Объём торговли между Китаем и Малави в 2016 году составил около 2 млрд долларов США. Китай в основном экспортирует текстиль, механические и электротехнические изделия и высокотехнологичную продукцию, а также в основном импортирует табак и кофе.

### Китайские предприниматели в Малави
Китайские предприниматели чаще всего открывают в Малави мелкие рестораны и магазины. Обычно в этих заведениях продаётся дешёвая и низкокачественная еда.

### Китайское финансирование в Малави
По разным оценкам в СМИ, с 2000 по 2012 год в Малави был выявлен 21 проект, финансируемый Китаем. В марте 2008 года правительство Китая выделило 70 млн долларов США на строительство шоссе Каронга-Читипа, консультантом по проектированию шоссе являлся Китайский институт планирования и проектирования автомобильных дорог, официально шоссе было построено в декабре 2012 года. В феврале 2011 года правительство Китая дал льготный кредит в размере 80 млн долларов США на строительство Малавийского университета науки и технологии в городе Тиоло, реализация проекта началось в апреле 2011 года, официальное завершение проекта было в декабре 2013 года.